# دراگون کوئست ۵
دراگون کوئست ۵: دست‌های عروس آسمانی (انگلیسی: Dragon Quest V: Hand of the Heavenly Bride) یک بازی ویدئویی نقش‌آفرینی تک‌نفره برای سکوهای سوپر نینتندو، پلی‌استیشن ۲، نینتندو دی‌اس، اندروید، آی‌اواس می‌باشد که توسط چان سافت، هارت بیت، آرته‌پیازا، ماتریکس سافت‌ویر توسعه و انیکس، اسکوئر انیکس نشر پیدا کرده است.